# Chiesa di Sant'Agostino (Ancona)
L'ex chiesa di Sant'Agostino si trova ad Ancona. L'edificio, originario del XIV secolo, fu completamente rinnovato nel XVII, per opera di Luigi Vanvitelli. Nei primi anni dopo l'Unità d'Italia venne adibito a caserma e profondamente trasformato. Per il suo valore artistico, fu risparmiato il portale, riccamente scolpito, opera quattrocentesca di Giorgio da Sebenico; in esso si fondono armoniosamente l'arte gotica e quella rinascimentale, come è tipico del Rinascimento adriatico.

## Storia e descrizione

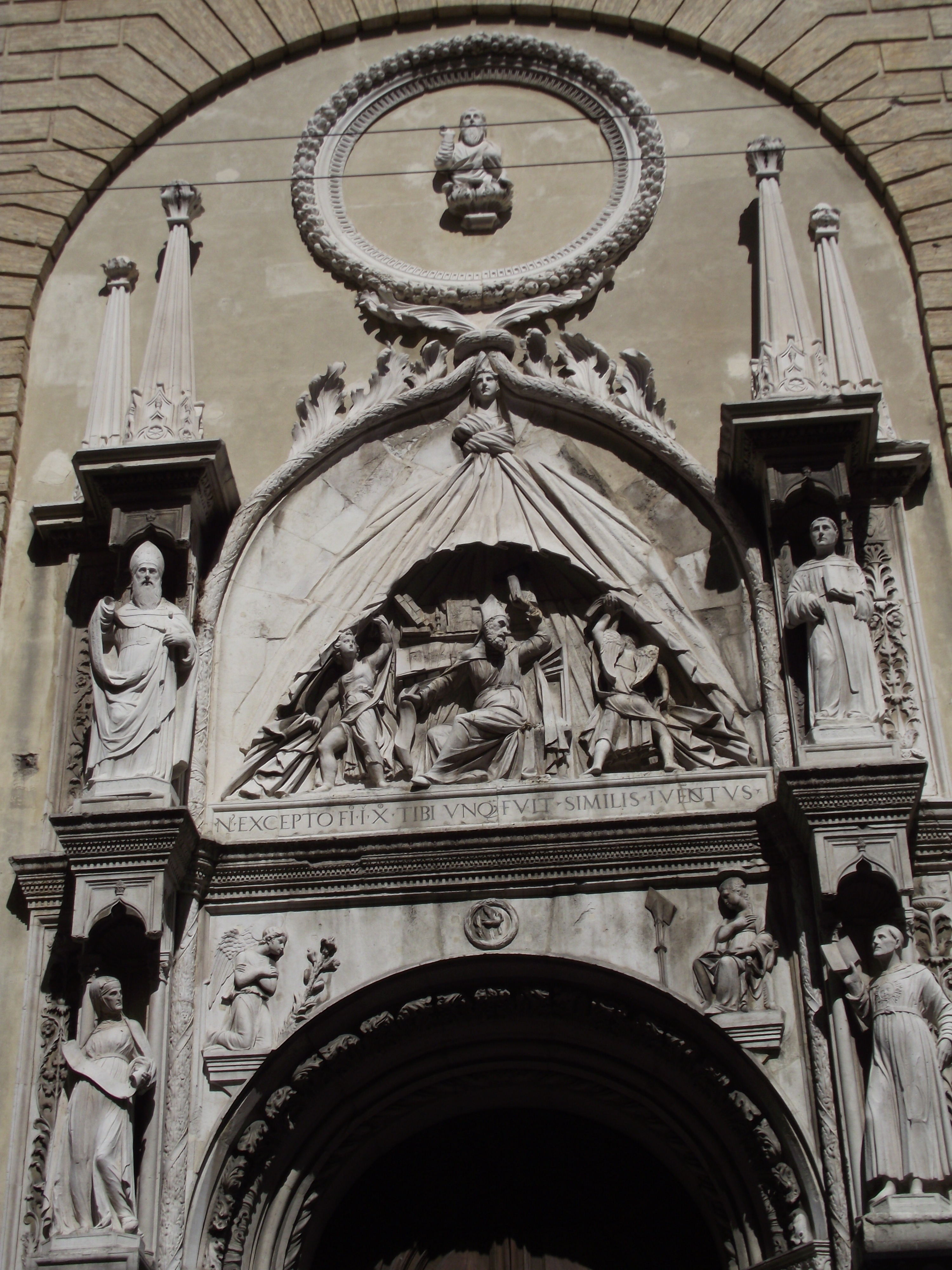
La parte superiore del portale.

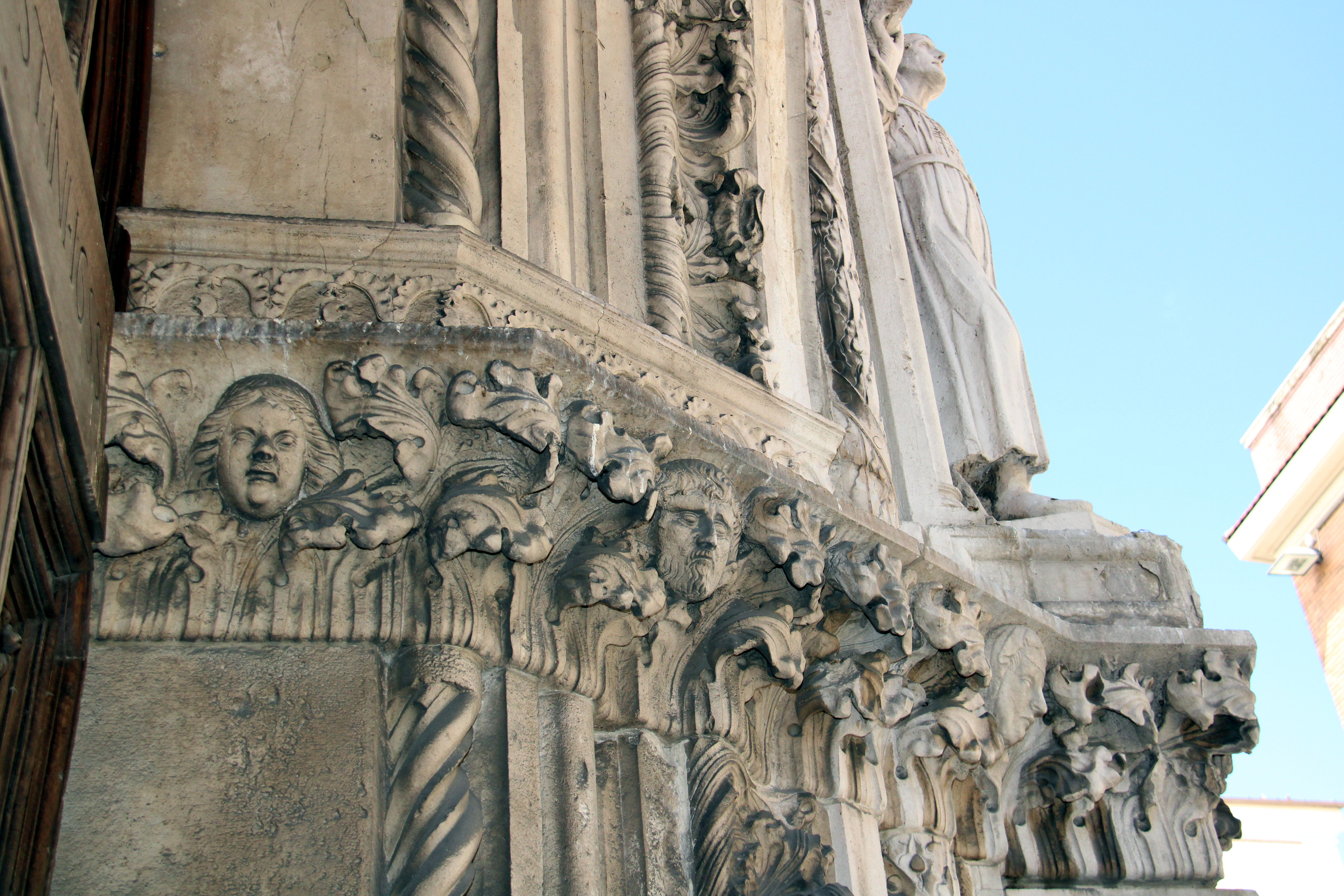
veduta di scorcio.

Fu eretta dagli agostiniani nel 1341 con il nome di Santa Maria del Popolo in questo luogo che era il punto di confluenza dei pellegrini per Roma e dalla costa.
Nel 1460 venne commissionata al grande scultore dalmata Giorgio Orsini da Sebenico l'esecuzione del portale, in cui si fondono armonicamente elementi gotici e rinascimentali; su di esso si trovano le statue che raffigurano Santa Monica e San Nicola da Tolentino, San Simpliciano e il beato Agostino Trionfi. Particolarmente ammirato è l'altorilievo posto nella lunetta sovrastante l'ingresso, raffigurante Sant'Agostino che rigetta i libri eretici mostrando le Sacre Scritture. Il portale è l'ultima opera anconitana di Giorgio da Sebenico, e quella in cui il carattere rinascimentale della sua arte è più evidente.
Dopo la morte dell'Orsini il portale venne completato da altri (Michele di Giovanni da Milano e da Giovanni Veneziano), che vi lavorarono dal 1493 al '94; essi aggiunsero, rispetto al progetto originale, i due bassorilievi a grottesche poste ai lati del portale.
(Marcello Mastrosanti)
Nel Settecento, tra 1751 e 1764 Luigi Vanvitelli firmò un progetto per un rifacimento totale della chiesa, che comprese il suo allungamento e il rifacimento dell'interno; con grande sensibilità, l'artista però risparmiò il prezioso portale quattrocentesco. Il rosone però venne chiuso e al suo interno venne posto il busto del Padre Eterno dell'Orsini, originariamente posto a coronamento.
Dopo il 1860, con la secolarizzazione operata dall'Unità d'Italia, l'edificio venne profondamente modificato nei suoi esterni, con la separazione dell'area absidale per esigenze di viabilità (e l'adattamento dell'abside come vano scale di un edificio di abitazioni distrutto poi nella seconda guerra mondiale), la troncatura del campanile, la ridefinizione dei prospetti in forma di palazzo quale sede della Caserma Cialdini, fino alla distruzione della facciata con sola salvaguardia del ricco portale e del portone ligneo (datato 1655), inquadrato nel vano arcuato di una parete a finto bugnato. Conseguentemente anche l'interno si presenta ora frazionato in piani e locali, con la completa ed irreversibile cancellazione delle orditure architettoniche vanvitelliane e la dispersione degli arredi fissi e mobili in altre chiese cittadine e del circondario; i dipinti sono parzialmente ora esposti alla Pinacoteca civica Francesco Podesti.
Nella parte posteriore sopravvive, usato attualmente come laboratorio ortopedico, un vano già denominato oratorio di San Nicola da Tolentino, di cui resta visibile una colonna ed un soppalco che conserva tuttora le originarie volte a crociera costolonate, anche se al presente sono invisibili dall'esterno a causa di una schermatura di vetri smerigliati. In una vecchia guida dello scrittore locale Palermo Giangiacomi veniva menzionata in esso la presenza di affreschi attribuiti a Ludovico Urbani da San Severino Marche.

## Sala museale Guglielmo Marconi
Attualmente l'ex chiesa è sede della Sala museale Contrammiraglio Guglielmo Marconi (attualmente chiusa), dedicata alla storia delle telecomunicazioni e della radio in particolare; la sala museale si articola su quattro ambienti principali inseriti nel vecchio chiostro degli agostiniani. L'idea della mostra permanente, nasce dal fatto che Guglielmo Marconi condusse nel 1904 alcuni importanti esperimenti di trasmissione radiotelegrafica proprio ad Ancona, nei pressi del vecchio faro del Colle dei Cappuccini.
Tra il materiale esposto si segnala:
- simulatore di sommergibile della classe Sauro, uno dei quali ha portato il nome di Guglielmo Marconi: "Guglielmo Marconi (S 521)".
- esposizione che ripercorre la storia della radio dal 1895 (primo esperimento di Marconi) fino ai cellulari (preconizzati da Marconi già nel 1935).
- stazione radioamatoriale realmente funzionante resa disponibile dall'Associazione Radioamatori Italiani di Ancona
- laboratorio in cui i visitatori possono costruire delle semplici radio, scoprire il funzionamento del coesore (o coherer), invenzione del marchigiano Temistocle Calzecchi Onesti, fare pratica con il codice Morse.

## Opere già in Sant'Agostino
- Lorenzo Lotto, Pala dell'Alabarda, oggi nella Pinacoteca civica Francesco Podesti.
- Pellegrino Tibaldi, pala raffigurante il Battesimo di Cristo, con predella oggi smembrata raffigurante la Visitazione (Urbino, Galleria Nazionale delle Marche), la Natività del Battista (Senigallia, collezione privata) e la Decollazione del Battista (Milano, Pinacoteca di Brera), fu eseguita tra 1554 e 1556 su commissione del mercante Giorgio Morato. Il dipinto fu separato dalla cornice e dalla predella già in occasione della ristrutturazione settecentesca vanvitelliana e posto nel coro della rinnovata chiesa. La tavola rimase in chiesa fino al 1860 quando la chiesa venne soppressa e seppur destinata alla Pinacoteca, fu collocata in San Francesco alle Scale, dove ancora si trova.[3]
- Cristoforo Roncalli, San Francesco stigmatizzato, del 1612-15 circa, già all'altare di San Francesco ed oggi nel Monastero di San Silvestro Abate in Montefano.[4]
- Andrea Lilli, Pala di Sant'Agostino, di cui sopravvivono nella Pinacoteca civica Francesco Podesti ampi frammenti, tra cui una preziosa veduta di Ancona.
- Giovanni Antonio Galli, lo Spadarino (attribuito a), Elemosina di san Tommaso da Villanova, oggi nella Pinacoteca civica Francesco Podesti.